# Islenghem
Islenghem is een gehucht in de Franse gemeente Ecques (Nederlands: Eske) in het departement Pas-de-Calais. Islenghem ligt in het noordoosten van de gemeente, ruim 2,5 ten noordoosten van het dorpscentrum van Ecques.

## Geschiedenis
Oude vermeldingen van de plaats dateren uit de 14de eeuw als Yslinghem. Het gehucht is tegenwoordig door lintbebouwing vergroeid met de omliggende gehuchten Coubronne en le Blamart.